# Tucupido (paroisse civile)
Pour les articles homonymes, voir Tucupido.
Tucupido est l'une des deux paroisses civiles de la municipalité de José Félix Ribas dans l'État de Guárico au Venezuela. Sa capitale est Tucupido, chef-lieu de la municipalité.

## Géographie

### Démographie
Hormis sa capitale Tucupido, la paroisse civile comporte un nombre important de localités, dont :
- Acapralito
- Aguada del Calvario
- Angostura
- Arenita
- Bandera Blanca
- Bella Vista
- Buena Vista Norte
- Buena Vista Sur
- Camacho
- Campo Alegre
- Carro Herrado
- Chaparral
- Cerro Grande
- Corcovado
- Cují Negro
- Donoso
- El Acapral
- El Barril
- El Caro de la Negra
- El Cujial
- El Dos
- El Guamo
- El Jobo
- El Médano
- El Potrero
- El Roblito
- El Tigre
- El Toro
- Jabillal
- Juasjual
- La Cabrera
- La Caseta
- La Ceiba
- La Concepción
- La Esperanza
- La Fortuna
- La Hormiguera
- La Leona
- La Malquerida
- La Morelia
- La Reforma
- La Soledad
- La Smith
- Las Adjuntas
- Las Lagunitas
- Las Lomas
- Las Marías
- Las Palmas
- Loma Alta del Este
- Los Arucos
- Los Cerros
- Murciélago
- Palmarito
- Pan de Azúcar
- Pedro
- San Gerónimo
- San José
- San Juan
- Sebastopol
- Taguapire
- Tucupido